# Petit Ardoux
Le Petit Ardoux est un cours d'eau français qui coule dans le département du Loiret C'est un affluent de l'Ardoux en rive gauche, donc un sous-affluent de la Loire.

## Géographie
Le Petit Ardoux présente une longueur de 13,2 kilomètres. Il prend sa source dans la commune de Jouy-le-Potier, à une altitude de 106 m, et se jette dans l'Ardoux, dans la commune de Lailly-en-Val, à une altitude de 81 m. Le cours d'eau présente ainsi une pente hydraulique de 1,9 mm/m. Il s'écoule globalement de l’est vers l'ouest.

### Communes traversées
Le Petit Ardoux traverse 3 communes, soit d'amont vers l'aval : Jouy-le-Potier, Dry et Lailly-en-Val.

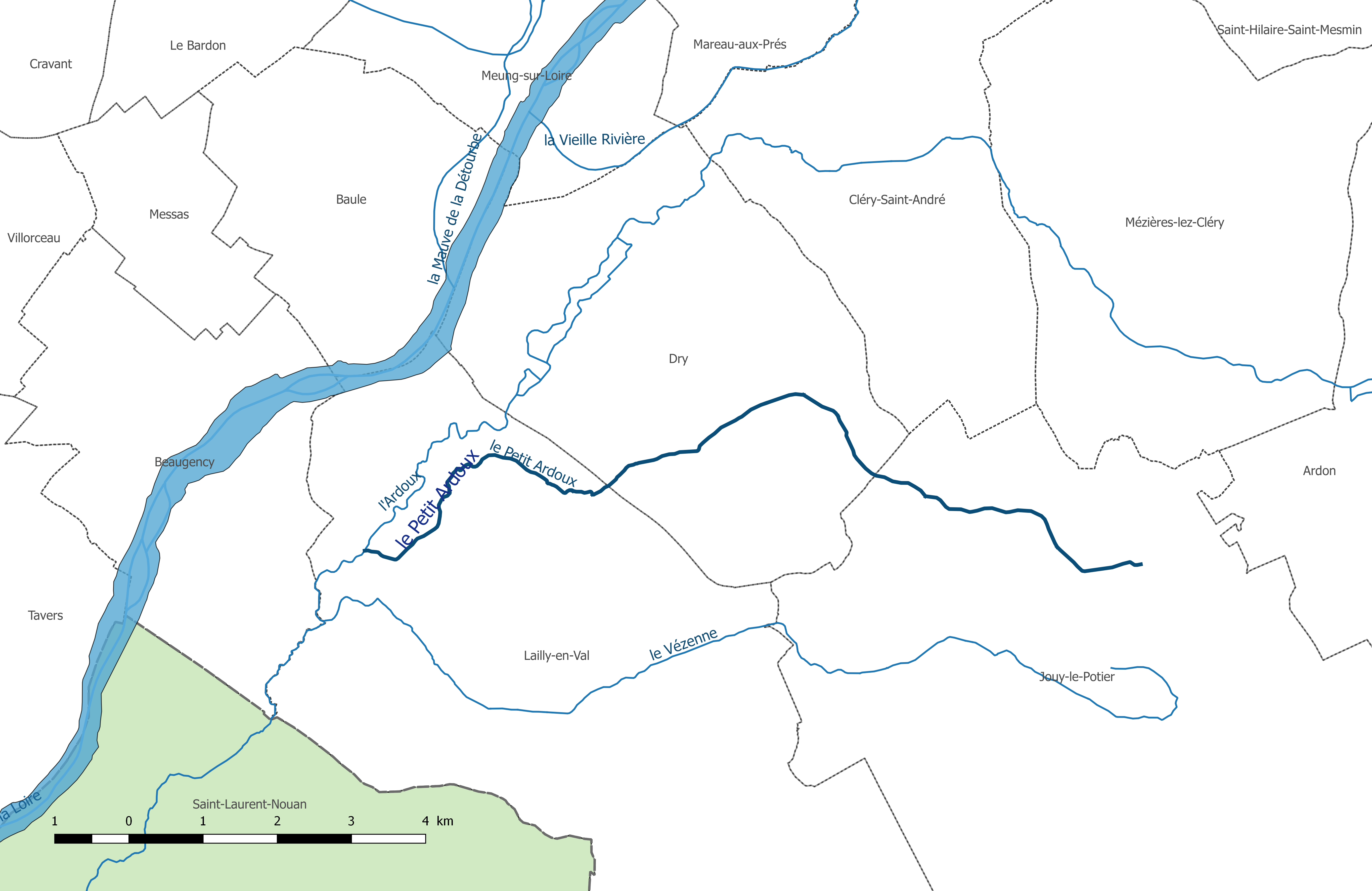
Cours d'eau le Petit Ardoux.

### Bassin versant
Son bassin versant correspond à la zone hydrographique « l'Ardoux de sa source au petit ardoux (c) (k443) » et s'étend sur 172 km2. Il est constitué à 37.70 % de « territoires agricoles », 56.38 % de « forêts et milieux semi-naturels » et à 6.15 % de « territoires artificialisés ».

## Pêche et peuplements piscicoles
La catégorie piscicole est un classement juridique des cours d'eau en fonction des groupes de poissons dominants. Un arrêté réglementaire préfectoral permanent reprend l’ensemble des dispositions applicables en matière de pêche dans le département du Loiret en les différenciant selon les catégories piscicoles. Le Petit Ardoux est classé en deuxième catégorie, c'est-à-dire que l'espèce biologique dominante est constituée essentiellement de poissons blancs (cyprinidés) (donc rivière cyprinicole) et de carnassiers (brochet, sandre et perche).

## Gouvernance

### Échelle du bassin
En France, la gestion de l’eau, soumise à une législation nationale et à des directives européennes, se décline par bassin hydrographique, au nombre de sept en France métropolitaine, échelle cohérente écologiquement et adaptée à une gestion des ressources en eau. Le Petit Ardoux est sur le territoire du bassin Loire-Bretagne et l'organisme de gestion à l'échelle du bassin est l'agence de l'eau Loire-Bretagne.

### Échelle locale
En 2017, le Petit Ardoux était géré au niveau local par le Syndicat mixte pour l'aménagement du bassin de l'Ardoux. Au 1er janvier 2018, le syndicat a fusionné avec le Syndicat mixte du bassin des Mauves et de ses affluents (SMBMA), le Lien (Tavers), ainsi que les « zones blanches » de la CCTVL (Le Ru de Beaugency, la Mauve de Saint-Ay, une partie de la Mauve de Baule…) pour former un syndicat élargi.